# Kristen Maloney
Kristin Ann Maloney (Hackettstown, 10 marzo 1981) è un'ex ginnasta statunitense, vincitrice della medaglia di bronzo nel concorso a squadre alle Olimpiadi di Sydney del 2000.
Il suo anno migliore è stato il 1998, quando oltre a vincere il concorso individuale ai campionati nazionali vinse la trave ai Goodwill Games, e ai Giochi del Pacifico nel concorso individuale.

## Carriera sportiva

### 1996-1997:Olympic Trials e Mondiali
Dopo un 14º posto ai Trials del 1996, Kristen continua a gareggiare fornendo buone prestazioni all'American Cup e ai Campionati Nazionali del 1997, riuscendo a essere convocata per i Mondiali di Losanna 1997, dove si piazza tredicesima nel concorso generale e settima nella finale a trave; i suoi furono i migliori risultati di un mondiale che per gli Stati Uniti ebbe pochi altri lati positivi (ultimo posto nella finale a squadre, risultato che si ripeterà nel 1999).

### 1998-1999:campionessa nazionale
Nel 1998 Kristen vince il concorso generale dei campionati nazionali, oltre che quello dei Pacific Alliance Championships, e un oro alla trave ai Goodwill Games.
Nel 1999 ripete il suo trionfo ai Nazionali, ma un infortunio alla tibia, ripresentatosi nel corso dei mondiali di Tientsin 1999 dopo che questo le aveva già dato problemi nel '98, la costrinse a saltare tutte le finali individuali per le quali si era qualificata.

### 2000:Olimpiadi
Le buone performance ai campionati nazionali e ai Trials (pur avendo concluso questi ultimi con due cadute nella seconda giornata) l'aiutano a guadagnarsi un posto nella squadra olimpica.
Alle Olimpiadi Kristen è di nuovo infortunata, e durante le qualificazioni non solo un'uscita di pedana compromette le sue possibilità di una finale al corpo libero (quell'anno il suo esercizio era uno dei più difficili al mondo), ma cade anche al volteggio.
Riesce comunque a piazzarsi 19ª nella finale all-around e quarta con gli USA che poi riceveranno il bronzo in seguito all'ammissione di Dong Fangxiao di essere stata sotto l'età minima consentita durante i giochi.

### Il Maloney
Nel codice dei punti, un Maloney è una variazione della transizione dalla sbarra bassa a quella alta Shaposhnikova, nella quale si parte tenendo le dita dei piedi sulla sbarra prima di aver compiuto il movimento in fase di volo.

## Dopo Sydney
Kristen ha gareggiato per l'UCLA nella ginnastica universitaria, vincendo diversi premi (tra cui il C.H.A.M.P.S Inspirational Award, per il suo brillante ritorno da un infortunio che l'aveva tenuta ferma per due anni) e divenendo la prima ginnasta della storia dell'NCAA a presentare un doppio teso con avvitamento al corpo libero in gara.
Oggi Kristen allena all'Iowa State University.